# 安可
安可（法語：Encore）是指演出結束後，包括演唱会、演奏会等表演中，在歌手、演奏者等表演者演出完毕后，观众因欣赏表演而希望表演者能够再回到舞台上继续演出 。也指观众在要求时一齐发出的声音，或者表演者返场时所追加的表演节目。西方多使用法語一词呼唤，中文音譯为“安可”，或譯作“恩可”、“安哥” 。

## 语源
- 中文演出者在正式表演之后，重新返回表演场地内，故名。
- 西文安可该词音译来源于法语中的encore的音譯。但是由于英语国家的人们已经习惯了使用该词来呼唤表演者返场，因此法语使用者反而专门改用bis来呼唤返场。

## 流行音乐
在摇滚音乐会或者POP歌手的演出中，表演者返场演奏几首安可曲已经逐渐变成了一种惯例。而且演出者往往都是在事前计划好返场的曲目，通常他们会将一两首最受欢迎的歌曲安排在返场的曲目中。

## 相声
在相声这一艺术表演形式上，返场也较为常见。相声演员郭德纲甚至曾经创下连环返场22次，长达一个半小时的个人记录。